# Confine
Confine is een klein dorp (curazia) in de gemeente Chiesanuova in San Marino.

## Geografie
Het dorp ligt in het westen van het land, op de grens met Italië.